# Magnetosfera

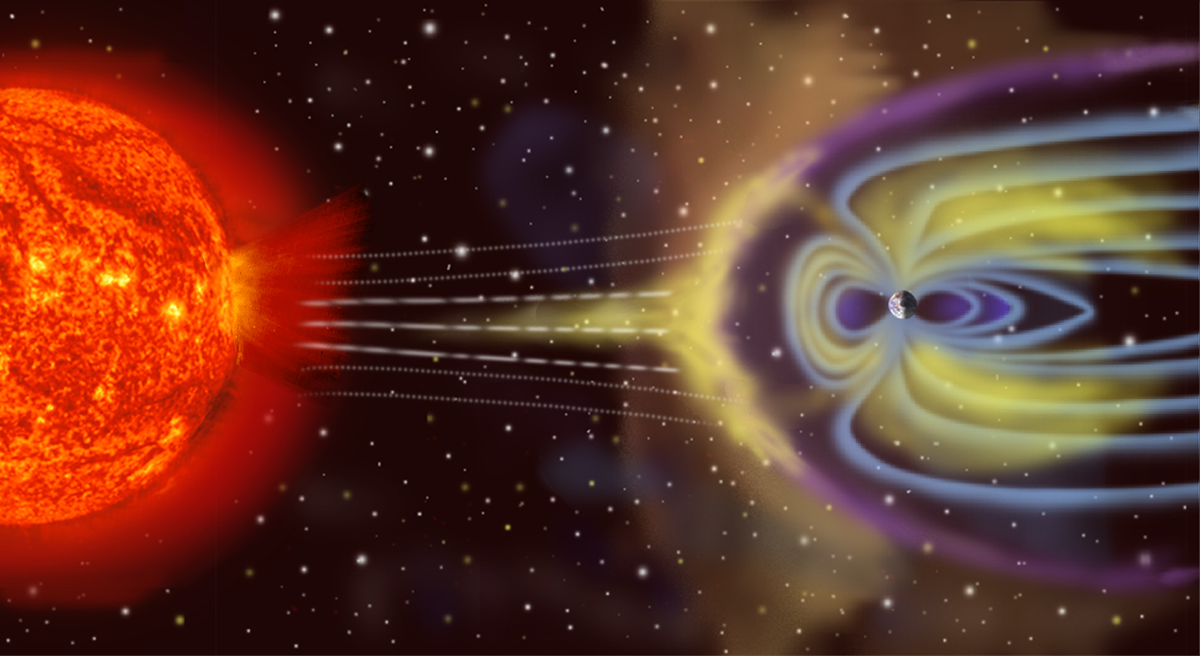
Il campo magnetico terrestre fa da scudo alla superficie della Terra dalle particelle cariche del vento solare. È compresso dal lato del giorno (ovvero del Sole) (si estende per 60.000 km) a causa della forza delle particelle in avvicinamento, mentre è esteso dal lato della notte (si estende per 250.000 km).

La magnetosfera è la regione di spazio circostante di un corpo celeste entro la quale il campo magnetico da esso generato domina il moto delle eventuali particelle cariche presenti. Il termine è entrato in uso dopo gli anni cinquanta del XX secolo, quando fu proposto per la prima volta dal fisico Thomas Gold.
Nel sistema solare le magnetosfere dei pianeti che ne sono dotati sono perturbate dalla presenza del vento solare, un flusso di particelle elettricamente cariche emesso ininterrottamente dalla corona solare; il punto in cui la forza repulsiva bilancia la pressione delle particelle cariche è noto come punto di stagnazione. Se esso è immerso nell'atmosfera planetaria, naturalmente, lo sviluppo di una vera e propria magnetosfera è impossibile.

## Struttura
La struttura delle magnetosfere dipende da una serie di variabili: il tipo di corpo celeste, la natura delle sorgenti del plasma e l'impulso, il periodo di rotazione, l'inclinazione dell'asse di rotazione e dell'asse del momento di dipolo magnetico del corpo e dalla direzione e forza del flusso di vento solare. 
La distanza planetaria alla quale la magnetosfera riesce a opporsi al vento solare è detta distanza di Chapman-Ferraro. Essa è stimata in modo semplice dalla seguente formula nella quale {\displaystyle R_{P}} rappresenta il raggio del pianeta all'equatore, {\displaystyle B_{sup}}  il campo magnetico sulla superficie e {\displaystyle V_{s}} la velocità del vento solare:
{\displaystyle {\displaystyle R_{CF}=R_{P}\left({\frac {B_{\it {sup}}^{2}}{\mu _{0}\rho V_{SW}^{2}}}\right)^{\frac {1}{6}}}}
Una magnetosfera è classificata come "intrinseca" se {\displaystyle R_{CF}\gg R_{P}} oppure se a opporsi a il flusso del vento solare è principalmente il campo magnetico. Mercurio, la Terra, Giove, Ganimede, Saturno, Urano e Nettuno, per esempio, sono dotati di magnetosfere intrinseche. Al contrario, una magnetosfera è indicata con "indotta" se  {\displaystyle R_{CF}\ll R_{P}} o se il vento solare non è contrastato dal campo magnetico del corpo celeste. In questo caso, il vento solare interagisce con l'atmosfera e la ionosfera del pianeta (o direttamente con la superficie del pianeta se quest'ultimo non possiede un'atmosfera). 
Venere, dal momento che il suo campo magnetico è indotto, non possiede un dinamo interna e quindi l'unico campo magnetico presente è quello formato dal vento solare che si "arrotola" intorno al pianeta.
Quando invece {\displaystyle R_{CF}\approx R_{P}} pianeta stesso e il campo magnetico si oppongono al vento solare. Si ipotizza che sia il caso di Marte.

## Magnetosfera gioviana
La magnetosfera di Giove è attualmente la più ampia conosciuta per un corpo planetario orbitante attorno ad una stella; le sue dimensioni superano di 1200 volte quelle della magnetosfera terrestre, come rilevato mediante osservazioni radiotelescopiche dalla Terra e in seguito mediante rilevazioni condotte in situ da sonde automatiche. Il momento di dipolo della magnetosfera gioviana è pari a quasi 19000 volte quello della Terra; l'asse del campo magnetico è inclinato di 9,5° rispetto a quello di rotazione.
Il punto di stagnazione del gigante gassoso si trova ad una distanza dal centro del pianeta compresa fra i 60 e i 100 raggi gioviani; il flusso del vento solare magnetizzato contro la magnetosfera produce in tale regione di spazio una vera e propria onda di prua (bow shock, secondo la terminologia anglosassone). A titolo di confronto, il punto di stagnazione della Terra si trova mediamente a 10 raggi terrestri dal centro del pianeta.
Nell'emisfero di Giove opposto al Sole le propaggini del campo zenomagnetico si fondono gradualmente con il campo magnetico interplanetario, dando origine ad una lunga e turbolenta coda magnetica che si estende per oltre 650 milioni di km, arrivando addirittura ad intersecare l'orbita di Saturno.
All'interno della magnetosfera gioviana sono presenti intense fasce di radiazioni dovute alle particelle cariche intrappolate dal campo magnetico del pianeta, potenziale fonte di estremo pericolo per qualsiasi essere vivente vi si dovesse avventurare; tali fasce costituiscono una seria fonte di preoccupazione anche per i circuiti elettronici delle sonde automatiche che vi si sono avventurate. Le particelle intrappolate all'interno della magnetosfera gioviana non provengono dal vento solare, ma, con ogni probabilità, hanno origine dalle emissioni vulcaniche di Io (che come gli altri satelliti galileiani si muove all'interno della magnetosfera).

## Magnetosfera saturniana
La scoperta dell'esistenza di una magnetosfera attorno a Saturno risale al sorvolo da parte della sonda spaziale statunitense Pioneer 11 del 1979. Il campo magnetico del pianeta è inclinato di meno di 1° rispetto all'asse di rotazione; l'intensità del momento di dipolo corrisponde a 544 volte quella della Terra, ma comunque meno di un trentesimo di quella di Giove. La magnetopausa (il confine della magnetosfera) raggiunge i 17-25 raggi saturniani in direzione del Sole.
Le particelle cariche intrappolate nel campo cronomagnetico provengono con ogni probabilità dall'atmosfera di Saturno, dai suoi anelli planetari e dai satelliti Encelado, Teti, Dione e Titano; la distribuzione delle cariche tuttavia è tale per cui vi sono regioni del sistema di Saturno completamente schermate dalle radiazioni, come ad esempio all'interno dell'anello A.

## Le magnetosfere di Urano e Nettuno
Le magnetosfere dei giganti gassosi più esterni del sistema solare sono state studiate solo dalla Voyager 2, l'unica sonda meccanica di fabbricazione umana ad averli raggiunti prima del lancio di New Horizons. negli anni ottanta del XX secolo. I momenti di dipolo di Urano e Nettuno sono rispettivamente pari a 48 e 24 volte quelli terrestri; inoltre i campi magnetici dei due pianeti sono estremamente inclinati rispetto ai relativi assi di rotazione, rispettivamente di 58,6° e 46,8°, per motivi tuttora dibattuti.